# Uithoorn

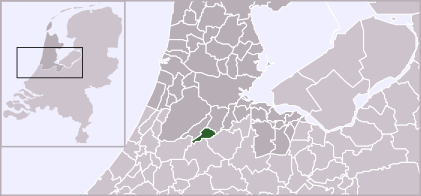
Uithoorns läge

Uithoorn är en stad i den nederländska provinsen Noord-Holland. Staden har 28 482 invånare (1 maj 2014 källa: CBS) och har en yta på 19,49 km² (varav 1,20 km² vatten). Kommunen Uithoorn är en del av Amsterdams storstadsregion. I staden ligger Thamekyrkan, byggd 1835 och i området runt Uithoorn finns flera fästningar som under tidigt 1900-tal byggdes som en försvarslinje runt Amsterdam.

## Historia
Redan under medeltiden fanns Uithoorn nedtecknad på kartor, namnet betyder "hörnet" och på platsen låg länge en domstol styrd av biskopen i Utrecht. Runt domstolen växte det med tiden fram en liten bosättning bestående av lantbrukare och bönder. Från och med 1600-talet kom torv att användas i allt större utsträckning, som ett resultat skapades stora torvmossar i området genom torrläggning av sjöar.
När franska trupper invaderade Nederländerna 1672 kom Uithoorn att hamna i frontlinjen, senare under den Bataviska republiken år 1812 slogs byarna Thamen och Uithoorn samman och tillhörde då provinsen Utecht. År 1818 delades byarna upp igen och Uithoorn fortsatte tillhöra Noord-Holland.
Den ekonomiska utvecklingen var begränsad, fört i mitten av 1800-talet skedde en förändring med ankomsten av en kemisk industri. Dränering av flera stora vattenområden ledde i slutet av 1800-talet till ytterligare jordbruksmark, särskilt trädgårdsodling kom att bli stort i området. Från ca 1885 byggdes flera befästningar och fort runt Uithoorn, det mest kända är Drechtfortet, en del av Amsterdams försvarslinje.

### 1900-talet
År 1915 anslöts Uithoorn till Haarlemmermeers järnvägsnät, det fanns linjer i fyra riktningar: Aalsmeer, Amsterdam, Nieuwersluis och Alphen. Stationsbyggnaden från 1915 står fortfarande kvar men används som en restaurang. Passagerartrafiken stoppades 1950 och de sista godstågen till och från Uithoorn avgick 1986. Passagerartågen har sedan dess ersatts med busstrafik.
Redan under andra världskriget arbetade borgmästaren C.M.A. Koot och stadsplaneraren H. Wieger Bruin på en plan för efterkrigstidens utveckling av bygden. Denna genomfördes senare under 1950- och 1960-talen. Distrikten Zijdelwaard och Legmeer byggdes norr om väg N 201 och från 1985 bebyggdes även området söder om N 201 i distrikten Meerwijk väst och öst. 1991 byggdes ett nytt köpcentrum på Amstel Square. 